# 김재율
김재율(金哉律, 1989년 1월 14일 ~ )은 전 KBO 리그 LG 트윈스의 내야수이자, 현 [KBO 리그]] LG 트윈스의 2군 타격코치이다. 개명 전 이름은 '김남석(金南碩)'이다. 2012년에 개명했다.

## 선수 시절

### LG 트윈스시절
2011년에 5라운드(전체 34순위) 지명을 받아 입단했다. 탄탄한 체격 조건의 거포형 유망주로 한 방이 있어 2군에서도 4번 타자로 나오며 기대를 한 몸에 받았다. 2군 경기에서 좋은 모습을 보였고 2011년에 퓨처스 리그 올스타전 북부리그 대표로 선발돼 MVP에 선정됐다. 이후 2011년 7월 21일 넥센전에서 대타로 출전하며 데뷔 첫 경기를 치렀고, 안타와 타점을 기록했다. 2012년에 류현진을 상대로 데뷔 첫 홈런을 기록했으나 타율은 1할도 되지 않았다.

### 경찰 야구단시절
2012년 시즌 후 지원해 합격했다.

### LG 트윈스시절
2015년에 복귀하였다. 잇따른 부상으로 좋은 모습을 보여주지 못하고 2019년에 방출됐고, 현역에서 은퇴했다.

## 야구선수 은퇴 후
2022년부터 고려대학교 야구부의 인스트럭터·코치로 활동했다.

## 배우자
- '전이슬' (2017년 ~ 현재)

## 출신 학교
- 부산 중앙초등학교
- 광주충장중학교
- 광주제일고등학교
- 고려대학교

## 통산 기록
| 연도 | 팀명  | 타율  | 경기 | 타수 | 득점 | 안타 | 2루타 | 3루타 | 홈런 | 루타 | 타점 | 도루 | 도실 | 볼넷 | 사구 | 삼진 | 병살 | 실책 |
| ---- | ----- | ----- | ---- | ---- | ---- | ---- | ----- | ----- | ---- | ---- | ---- | ---- | ---- | ---- | ---- | ---- | ---- | ---- |
| 2011 | LG    | 0.250 | 25   | 24   | 2    | 6    | 2     | 0     | 0    | 8    | 4    | 0    | 0    | 4    | 0    | 7    | 2    | 0    |
| 2012 | LG    | 0.083 | 19   | 36   | 3    | 3    | 0     | 0     | 1    | 6    | 5    | 0    | 0    | 4    | 0    | 10   | 1    | 1    |
| 2015 | LG    | 0.000 | 1    | 3    | 0    | 0    | 0     | 0     | 0    | 0    | 0    | 0    | 0    | 0    | 0    | 0    | 0    | 0    |
| 2017 | LG    | 0.304 | 75   | 181  | 21   | 55   | 9     | 0     | 6    | 82   | 28   | 0    | 1    | 10   | 2    | 35   | 8    | 2    |
| 2018 | LG    | 0.222 | 25   | 36   | 5    | 8    | 3     | 0     | 0    | 11   | 3    | 0    | 0    | 3    | 2    | 9    | 1    | 0    |
| 2019 | LG    | 0.111 | 4    | 9    | 0    | 1    | 0     | 0     | 0    | 1    | 0    | 0    | 0    | 0    | 0    | 0    | 0    | 0    |
| 통산 | 6시즌 | 0.253 | 149  | 289  | 31   | 73   | 14    | 0     | 7    | 108  | 40   | 0    | 1    | 21   | 4    | 61   | 12   | 3    |